# Walter Beltz
Walter Ernst Beltz (* 25. April 1935 in Ludwigslust; † 22. April 2006 in Berlin) war Religionswissenschaftler und Orientalist.

## Leben

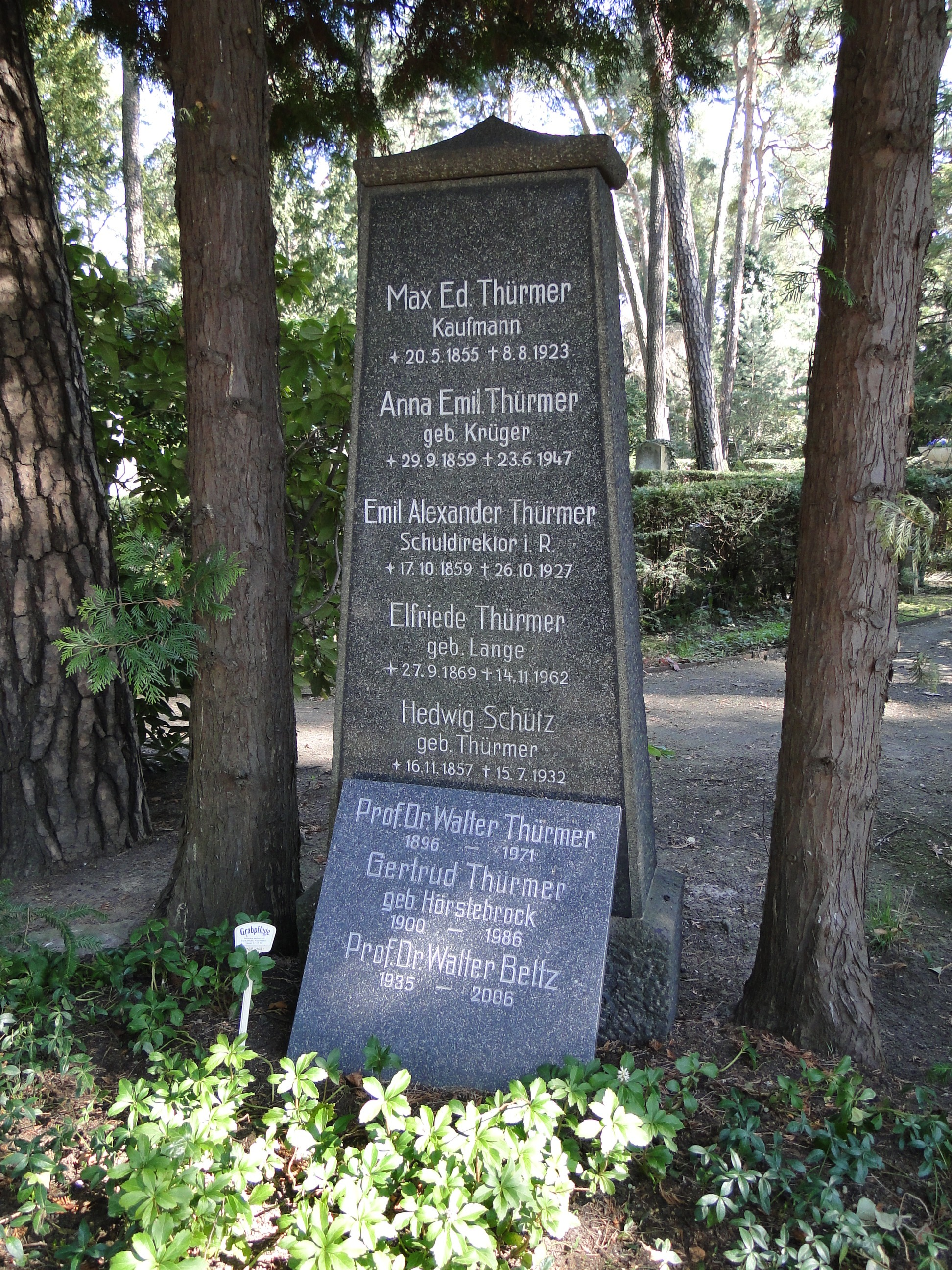
Grab von Walter Beltz auf dem Urnenhain Tolkewitz

Walter Beltz studierte Theologie, Orientalistik und Religionswissenschaft in Rostock, Greifswald und an der Humboldt-Universität Berlin. Es folgte eine Tätigkeit an der Evangelischen Akademie Berlin-Brandenburg und 1966 seine Dissertation zu den Kaleb-Traditionen im Alten Testament. Im Jahr 1970 vollendete er seine Habilitationsschrift zum Thema Adam Apokalypse aus Codex V von Nag Hammadi. Jüdische Bausteine in gnostischen Systemen an der Humboldt-Universität.
Beltz war Mitglied der Christlichen Friedenskonferenz und nahm an der II. Allchristlichen Friedensversammlung 1964 in Prag teil. Er war langjähriger Mitarbeiter an der Sektion Orient- und Altertumswissenschaften und außerordentlicher Professor für allgemeine Religionsgeschichte an der Martin-Luther-Universität Halle-Wittenberg. Zudem war er Herausgeber der Halleschen Beiträge zur Orientwissenschaft und Mitglied des P.E.N. Unter seiner Leitung vereinbarte eine Gruppe von sieben Wissenschaftlern, die Aufarbeitung der Unterlagen des Institutum Judaicum et Muhammedicum voranzutreiben.
Bekannt wurde Beltz durch seine Bücher wie Gott und die Götter (1974), Sehnsucht nach dem Paradies (1979), Die Mythen der Ägypter (1982) und Lexikon der letzten Dinge (1993). Außerdem war Beltz Herausgeber bzw. Mitherausgeber mehrerer Bände der Reihe Hallesche Beiträge zur Orientwissenschaft der Martin-Luther-Universität Halle-Wittenberg.
Beltz war verheiratet mit Sigrid Thürmer, Tochter von Walter und Gertrud Thürmer.
Beltz verstarb 2006 in Berlin und wurde auf dem Urnenhain Tolkewitz in Dresden beigesetzt.

## Werke (Auswahl)
- Gott und die Götter. Biblische Mythologie. (Reihe: Dokumentation, Essayistik, Literaturwissenschaft; Aufbau-Verlag, Berlin und Weimar 1975, 3. Aufl. 1982)
- Das Tor der Götter. Altvorderasiatische Mythologie. (Buchverlag Der Morgen, Berlin 1978, 2. Aufl. 1982, 3. Aufl. 1986)
- Sehnsucht nach dem Paradies. Mythologie des Korans. (Buchverlag Der Morgen, Berlin 1979)
- Die Mythen des Koran. Der Schlüssel zum Islam. (Claassen, Düsseldorf 1980)
- Die Mythen der Ägypter. (Claassen, Düsseldorf 1982)
- Die Schiffe der Götter. Ägyptische Mythologie. (Buchverlag Der Morgen, Berlin 1987)
- Christus und die Christen. Mythologie der alten Kirchen. (Buchverlag Der Morgen, Berlin 1990)
- Lexikon der letzten Dinge. (Pattloch Verlag, Augsburg 1993)

## Festschrift für Beltz
- Armenuhi Drost-Abgarjan (Hrsg.): Sprache, Mythen, Mythizismen : Festschrift für Walter Beltz zum 65. Geburtstag am 25. April 2000, Halle (Saale) : Inst. für Orientalistik 2004 (3 Bände)[2]